# Dyskografia Soundgarden
Dyskografia Soundgarden – amerykańskiego zespołu muzycznego, składa się z sześciu albumów studyjnych, dwóch koncertowych, pięciu kompilacji, dwudziestu pięciu singli, siedmiu minialbumów, dwóch wideo, dwudziestu trzech teledysków i trzynastu soundtracków. Łączny nakład sprzedanych płyt grupy wynosi 25 milionów na całym świecie, z czego 10 milionów egzemplarzy w Stanach Zjednoczonych.
Zespół powstał w 1984 w Seattle w stanie Waszyngton z inicjatywy wokalisty Chrisa Cornella, basisty Hiro Yamamoto i gitarzysty Kima Thayila. Pierwszym perkusistą Soundgarden, po rezygnacji Cornella z gry na tym instrumencie, był Scott Sundquist. Premierowymi utworami zespołu były trzy kompozycje – „Heretic”, „All Your Lies” i „Tears to Forget”, które w 1986 zostały zamieszczone na kompilacji Deep Six. Także w 1986 miejsce Sundquista zajął Matt Cameron. W 1987 i 1988 grupa opublikowała nakładem Sub Pop minialbumy Screaming Life, promowany singlem „Hunted Down”, i Fopp. W tym samym roku, po podpisaniu kontraktu z niezależną wytwórnią SST, muzycy wydali debiutancki album studyjny Ultramega OK. Płytę promował singel „Flower”, którego teledysk emitowany był w MTV. Po zakończeniu trasy promującej Ultramega OK i sesji do drugiego albumu studyjnego, szeregi zespołu opuścił Yamamoto. W jego miejsce przyjęto Jasona Evermana. Muzycy, nie będąc zadowolonymi z brzmienia pierwszej płyty, zdecydowali się na zmianę wytwórni, podpisując kontrakt z A&M. Dzięki temu Soundgarden był pierwszym zespołem z Seattle, który związał się umową z dużą wytwórnią fonograficzną. Jej nakładem ukazał się drugi album studyjny – Louder Than Love. Promowały go single „Loud Love” i „Hands All Over”, które zostały odnotowane na listach w Wielkiej Brytanii. W 1990 płyta zadebiutowała na 108. pozycji w zestawieniu Billboard 200. W tym samym roku w zespole doszło do zmiany personalnej; miejsce Evermana zajął Ben Shepherd.
W 1991 na rynku ukazał się trzeci album studyjny Soundgarden – Badmotorfinger, który uplasował się na 39. miejscu w zestawieniu Billboard 200 oraz uzyskał w Australii certyfikat złotej płyty. W Kanadzie otrzymał status platyny, podobnie jak w Nowej Zelandii, w Stanach Zjednoczonych podwójnej platyny, a w Wielkiej Brytanii srebrnej. Promowały go single „Jesus Christ Pose”, „Outshined” i „Rusty Cage”, które uplasowały się w Top 50. w Wielkiej Brytanii. Trzy lata później muzycy opublikowali czwarty album studyjny Superunknown. Zadebiutował on na szczycie zestawienia Billboard 200. Płyta odnotowała dziesięciomilionową sprzedaż na świecie, uzyskując certyfikaty trzykrotnej platyny w Australii i Kanadzie, złotej w Holandii, platyny w Nowej Zelandii, sześciokrotnej platyny w Stanach Zjednoczonych oraz dwukrotnej platyny w Szwecji, trzykrotnej platyny w Wielkiej Brytanii i złotej we Włoszech. W ramach promocji grupa udostępniła single „Spoonman”, „The Day I Tried to Live”, „Black Hole Sun”, „My Wave” i „Fell on Black Days”, które uplasowały się na czołowych lokatach notowania „Billboardu” – Mainstream Rock Songs. W 1995 Soundgarden został dwukrotnym laureatem nagrody Grammy – za kompozycje „Spoonman” i „Black Hole Sun”. Rok później nakładem A&M ukazał się piąty album studyjny Down on the Upside. Zadebiutował on 2. miejscu w zestawieniu Billboard 200. Płytę promowały cztery single – „Pretty Noose”, „Burden in My Hand”, „Blow Up the Outside World” i „Ty Cobb”, z czego dwa dotarły do 1. lokaty Mainstream Rock Songs. Down on the Upside uzyskał certyfikat platyny w Australii, Kanadzie, Nowej Zelandii i w Stanach Zjednoczonych oraz srebrnej w Wielkiej Brytanii. W 1997, z uwagi na wewnętrzne konflikty, zespół zawiesił działalność na trzynaście lat.
Reaktywacja Soundgarden miała miejsce 1 stycznia 2010. Trzy lata później muzycy opublikowali szósty album studyjny King Animal, który zadebiutował na 5. pozycji w zestawieniu Billboard 200. W maju 2017 Cornell popełnił samobójstwo.

## Albumy studyjne
| 1988                                                    | Ultramega OK - Wydany: 31 października 1988 - Wytwórnia: SST - Format: CD, kaseta, LP  | –   | –  | –  | –  | –  | –  | –  | –  | –  | –  | - USA: 220 000+ | |
| 1989                                                    | Louder Than Love - Wydany: 5 września 1989 - Wytwórnia: A&M - Format: CD, kaseta, LP   | 108 | –  | –  | –  | –  | –  | –  | –  | –  | –  | - USA: 180 000+ | |
| 1991                                                    | Badmotorfinger - Wydany: 8 października 1991 - Wytwórnia: A&M - Format: CD, kaseta, LP | 39  | 27 | 50 | –  | –  | 39 | –  | –  | 16 | –  | - AUS: 35 000+ - CAN: 100 000+ - GBR: 100 000+ - NZL: 15 000+ - USA: 2 000 000+                                                                     | - AUS: złota płyta - CAN: platynowa płyta - GBR: złota płyta - NZL: platynowa płyta - USA: 2× platynowa płyta                                                                                  |
| 1994                                                    | Superunknown - Wydany: 8 marca 1994 - Wytwórnia: A&M - Format: CD, kaseta, LP          | 1   | 1  | 2  | 13 | 5  | 4  | 11 | 5  | 1  | 3  | - Świat: 10 000 000+ - AUS: 210 000+ - CAN: 300 000+ - GBR: 300 000+ - ITA: 25 000+ - NLD: 50 000+ - NZL: 15 000+ - SWE: 200 000+ - USA: 6 000 000+ | - AUS: 3× platynowa płyta - CAN: 3× platynowa płyta - GBR: 3× platynowa płyta - ITA: złota płyta - NLD: złota płyta - NZL: platynowa płyta - USA: 6× platynowa płyta - SWE: 2× platynowa płyta |
| 1996                                                    | Down on the Upside - Wydany: 21 maja 1996 - Wytwórnia: A&M - Format: CD, kaseta, LP    | 2   | 1  | 4  | 15 | 4  | 7  | 12 | 6  | 1  | 3  | - AUS: 70 000+ - CAN: 100 000+ - GBR: 60 000+ - NZL: 15 000+ - USA: 1 000 000+                                                                      | - AUS: platynowa płyta - CAN: platynowa płyta - GBR: srebrna płyta - NZL: platynowa płyta - USA: platynowa płyta                                                                               |
| 2012                                                    | King Animal - Wydany: 13 listopada 2012 - Wytwórnia: Republic - Format: CD, LP, DI     | 5   | 6  | 6  | 10 | 10 | 21 | 24 | 13 | 4  | 25 | - USA: 235 000+ | |
| „–” oznacza, że album nie był notowany na danej liście. |                                                                                        |     |    |    |    |    |    |    |    |    |    | | |

## Albumy koncertowe
| 2011                                                    | Live on I-5 - Wydany: 22 marca 2011 - Wytwórnia: A&M - Format: CD, DI                                    | 47 | –  | –  | –  | –  | –  | 130 |
| 2019                                                    | Live from the Artists Den - Wydany: 26 lipca 2019 - Wytwórnia: Universal - Format: CD, LP, DI, streaming | –  | 87 | 77 | 39 | 78 | 32 | –   |
| „–” oznacza, że album nie był notowany na danej liście. | |    |    |    |    |    |    |     |

## Kompilacje
| Rok                                                     | Dane dot. albumu | Pozycje na listach przebojów | Pozycje na listach przebojów | Pozycje na listach przebojów | Pozycje na listach przebojów | Pozycje na listach przebojów | Pozycje na listach przebojów | Pozycje na listach przebojów | Pozycje na listach przebojów | Pozycje na listach przebojów | Pozycje na listach przebojów | Pozycje na listach przebojów | Pozycje na listach przebojów | Pozycje na listach przebojów | Sprzedaż                          | Certyfikat                                  |
| Rok                                                     | Dane dot. albumu | USA                          | AUS                          | BEL (FL)                     | BEL (WA)                     | CAN                          | DEU                          | ESP                          | GBR                          | ITA                          | NLD                          | NOR                          | NZL                          | SWI                          | Sprzedaż                          | Certyfikat                                  |
| ------------------------------------------------------- | --- | ---------------------------- | ---------------------------- | ---------------------------- | ---------------------------- | ---------------------------- | ---------------------------- | ---------------------------- | ---------------------------- | ---------------------------- | ---------------------------- | ---------------------------- | ---------------------------- | ---------------------------- | --------------------------------- | ------------------------------------------- |
| 1990                                                    | Screaming Life/Fopp - Wydany: 11 maja 1990 - Wytwórnia: Sub Pop - Format: CD, kaseta                                | –                            | –                            | –                            | –                            | –                            | –                            | –                            | –                            | –                            | –                            | –                            | –                            | –                            |                                   |                                             |
| 1997                                                    | A-Sides - Wydany: 4 listopada 1997 - Wytwórnia: A&M - Format: CD, kaseta                                            | 63                           | 39                           | –                            | –                            | 51                           | –                            | –                            | 90                           | –                            | –                            | –                            | 6                            | –                            | - GBR: 60 000+                    | - GBR: srebrna płyta                        |
| 2010                                                    | Telephantasm - Wydany: 28 września 2010 - Wytwórnia: A&M - Format: CD, LP                                           | 24                           | 20                           | 96                           | 76                           | 15                           | 73                           | 66                           | 83                           | 48                           | 97                           | 35                           | 12                           | 94                           | - GBR: 60 000+ - USA: 1 000 000+* | - GBR: srebrna płyta - USA: platynowa płyta |
| 2012                                                    | The Classic Album Selection - Wydany: 21 maja 2012 - Wytwórnia: A&M - Format: CD, box set                           | –                            | –                            | 149                          | 193                          | –                            | –                            | –                            | –                            | –                            | –                            | –                            | –                            | –                            |                                   |                                             |
| 2014                                                    | Echo of Miles: Scattered Tracks Across the Path - Wydany: 24 listopada 2014 - Wytwórnia: A&M - Format: 3-CD box set | –                            | –                            | –                            | –                            | –                            | 86                           | 71                           | –                            | –                            | –                            | –                            | –                            | 86                           |                                   |                                             |
| „–” oznacza, że album nie był notowany na danej liście. | |                              |                              |                              |                              |                              |                              |                              |                              |                              |                              |                              |                              |                              |                                   |                                             |

## EP
| Rok  | Dane dot. minialbumu                                                                                |
| ---- | --------------------------------------------------------------------------------------------------- |
| 1987 | Screaming Life - Wydany: 1 października 1987 - Wytwórnia: Sub Pop - Format: 12”, kaseta             |
| 1988 | Fopp - Wydany: 1 sierpnia 1988 - Wytwórnia: Sub Pop - Format: 12”                                   |
| 1990 | Loudest Love - Wydany: październik 1990 - Wytwórnia: A&M - Format: CD                               |
| 1992 | Satanoscillatemymetallicsonatas (SOMMS) - Wydany: 23 czerwca 1992 - Wytwórnia: A&M - Format: CD, LP |
| 1995 | Songs from the Superunknown - Wydany: 21 listopada 1995 - Wytwórnia: A&M - Format: CD, CD-ROM       |
| 2011 | Before the Doors: Live on I-5 Soundcheck - Wydany: 25 listopada 2011 - Wytwórnia: A&M - Format: CD  |
| 2013 | King Animal Demos - Wydany: 20 kwietnia 2013 - Wytwórnia: Republic - Format: 10”                    |

## Single
| 1987                                                     | „Hunted Down”                       | –   | –  | –  | –  | –  | –  | –   | –  | –  | –  | –  | –  | –  | | | Screaming Life (EP)       |
| 1989                                                     | „Flower”                            | –   | –  | –  | –  | –  | –  | –   | –  | –  | –  | –  | –  | –  | | | Ultramega OK              |
| 1989                                                     | „Loud Love”                         | –   | –  | –  | –  | –  | –  | 87  | –  | –  | –  | –  | –  | –  | | | Louder Than Love          |
| 1989                                                     | „Hands All Over”                    | –   | –  | –  | –  | –  | –  | 82  | –  | –  | –  | –  | –  | –  | | | Louder Than Love          |
| 1990                                                     | „Room a Thousand Years Wide”        | –   | –  | –  | –  | –  | –  | –   | –  | –  | –  | –  | –  | –  | | | –                         |
| 1991                                                     | „Jesus Christ Pose”                 | –   | –  | –  | –  | –  | –  | 30  | –  | –  | –  | –  | –  | –  | | | Badmotorfinger            |
| 1991                                                     | „Outshined”                         | –   | 76 | –  | –  | –  | –  | 50  | –  | –  | –  | –  | –  | –  | - NZL: 15 000+                                                                                            | - NZL: złota płyta | Badmotorfinger            |
| 1992                                                     | „Rusty Cage”                        | –   | 80 | –  | –  | –  | –  | 41  | –  | –  | –  | –  | –  | –  | | | Badmotorfinger            |
| 1994                                                     | „Spoonman”                          | –   | 23 | 12 | –  | 8  | –  | 20  | 23 | –  | 37 | 10 | 37 | –  | - NZL: 15 000+                                                                                            | - NZL: złota płyta | Superunknown              |
| 1994                                                     | „The Day I Tried to Live”           | –   | –  | –  | –  | –  | –  | 42  | –  | –  | –  | –  | –  | –  | | | Superunknown              |
| 1994                                                     | „Black Hole Sun”                    | –   | 6  | 5  | 26 | 13 | 10 | 12  | 7  | –  | 25 | 22 | 19 | –  | - AUS: 35 000+ - BRA: 30 000+ - DEN: 45 000+ - ESP: 30 000+ - GBR: 200 000+ - ITA: 25 000+ - NZL: 90 000+ | - AUS: złota płyta - BRA: złota płyta - DEN: złota płyta - ESP: złota płyta - GBR: srebrna płyta - ITA: złota płyta - NZL: 3× platynowa płyta | Superunknown              |
| 1994                                                     | „My Wave”                           | –   | 50 | 66 | –  | –  | –  | –   | –  | –  | –  | 46 | –  | –  | | | Superunknown              |
| 1994                                                     | „Fell on Black Days”                | –   | 52 | 66 | –  | 10 | –  | 24  | 14 | –  | 45 | –  | –  | –  | - NZL: 30 000+                                                                                            | - NZL: platynowa płyta | Superunknown              |
| 1996                                                     | „Pretty Noose”                      | –   | 22 | 43 | –  | 10 | –  | 14  | –  | 32 | –  | 18 | 42 | 47 | | | Down on the Upside        |
| 1996                                                     | „Burden in My Hand”                 | –   | 57 | 9  | –  | –  | –  | 33  | –  | –  | –  | –  | –  | –  | - NZL: 15 000+                                                                                            | - NZL: złota płyta | Down on the Upside        |
| 1996                                                     | „Blow Up the Outside World”         | –   | 76 | 89 | –  | –  | –  | 40  | –  | –  | –  | –  | –  | –  | | | Down on the Upside        |
| 1997                                                     | „Ty Cobb”                           | –   | –  | –  | –  | –  | –  | –   | –  | –  | –  | –  | –  | –  | | | Down on the Upside        |
| 1997                                                     | „Bleed Together”                    | –   | –  | –  | –  | –  | –  | –   | –  | –  | –  | –  | –  | –  | | | A-Sides                   |
| 2010                                                     | „Black Rain”                        | 96  | 90 | 44 | –  | –  | –  | 109 | –  | –  | –  | –  | –  | –  | | | Telephantasm              |
| 2010                                                     | „The Telephantasm”                  | –   | –  | –  | –  | –  | –  | –   | –  | –  | –  | –  | –  | –  | | | Telephantasm              |
| 2012                                                     | „Live to Rise”                      | 110 | –  | 69 | –  | –  | –  | –   | –  | –  | –  | –  | –  | –  | | | The Avengers Soundtrack   |
| 2012                                                     | „Been Away Too Long”                | –   | –  | 93 | –  | –  | –  | –   | –  | –  | –  | –  | –  | –  | | | King Animal               |
| 2013                                                     | „By Crooked Steps”                  | –   | –  | –  | –  | –  | –  | –   | –  | –  | –  | –  | –  | –  | | | King Animal               |
| 2017                                                     | „Beyond the Wheel” (wczesna wersja) | –   | –  | –  | –  | –  | –  | –   | –  | –  | –  | –  | –  | –  | | | Ultramega OK (reedycja)   |
| 2019                                                     | „New Damage” / „Blind Dogs”         | –   | –  | –  | –  | –  | –  | –   | –  | –  | –  | –  | –  | –  | | | Live from the Artists Den |
| „–” oznacza, że singel nie był notowany na danej liście. |                                     |     |    |    |    |    |    |     |    |    |    |    |    |    | | |                           |

## DVD
| Rok  | Dane dot. albumu                                                                           | Uwagi                                                                                       |
| ---- | ------------------------------------------------------------------------------------------ | ------------------------------------------------------------------------------------------- |
| 1990 | Louder than Live - Wydany: 22 maja 1990 - Wytwórnia: A&M - Format: VHS                     | - Zapis dwóch koncertów z 7 i 10 grudnia 1989 w klubie Whisky a Go Go                       |
| 1992 | Motorvision - Wydany: 17 listopada 1992 - Wytwórnia: A&M - Format: VHS                     | - Zapis dwóch koncertów z 5 i 6 marca 1992 w Paramount Theatre                              |
| 2019 | Live from the Artists Den - Wydany: 26 lipca 2019 - Wytwórnia: Universal - Format: Blu-ray | - Zapis koncertu z 17 lutego 2013, który odbył się w ramach serii Live from the Artists Den |

## Teledyski
| Rok  | Tytuł                            | Reżyseria         | Źródło |
| ---- | -------------------------------- | ----------------- | ------ |
| 1988 | „Flower”                         | Mark Miremont     | [ 72 ] |
| 1989 | „Loud Love”                      | Kevin Kerslake    | [ 73 ] |
| 1990 | „Hands All Over”                 | Kevin Kerslake    | [ 74 ] |
| 1991 | „Jesus Christ Pose”              | Eric Zimmerman    | [ 75 ] |
| 1991 | „Outshined” (wersja pierwsza)    | Matt Mahurin      | [ 76 ] |
| 1991 | „Outshined” (wersja druga)       | Kevin Kerslake    | N/A    |
| 1992 | „Rusty Cage”                     | Eric Zimmerman    | [ 77 ] |
| 1994 | „Spoonman”                       | Jeffrey Plansker  | [ 78 ] |
| 1994 | „The Day I Tried to Live”        | Matt Mahurin      | [ 79 ] |
| 1994 | „Black Hole Sun”                 | Howard Greenhalgh | [ 80 ] |
| 1994 | „My Wave”                        | Henry Shepherd    | [ 81 ] |
| 1994 | „Fell on Black Days”             | Jake Scott        | [ 82 ] |
| 1995 | „Superunknown”                   | Numillennia       | N/A    |
| 1996 | „Pretty Noose” (wersja pierwsza) | Frank Kozik       | [ 83 ] |
| 1996 | „Pretty Noose” (wersja druga)    | Henry Shepherd    | [ 84 ] |
| 1996 | „Burden in My Hand”              | Jake Scott        | [ 85 ] |
| 1996 | „Blow Up the Outside World”      | Gerald Casale     | [ 86 ] |
| 2010 | „Get on the Snake”               | N/A               | N/A    |
| 2010 | „Black Rain”                     | Brendon Small     | [ 87 ] |
| 2012 | „Live to Rise”                   | Robert Hales      | [ 88 ] |
| 2012 | „Been Away Too Long”             | Josh Graham       | [ 89 ] |
| 2013 | „By Crooked Steps”               | Dave Grohl        | [ 90 ] |
| 2013 | „Halfway There”                  | Josh Graham       | [ 91 ] |

## Soundtracki
| Rok  | Utwór                       | Soundtrack                                                | Album                                                          | Źródło        |
| ---- | --------------------------- | --------------------------------------------------------- | -------------------------------------------------------------- | ------------- |
| 1989 | „Get on the Snake”          | Droga do domu                                             | Louder Than Love                                               | [ 92 ]        |
| 1990 | „Heretic”                   | Więcej czadu                                              | Deep Six                                                       | [ 92 ]        |
| 1992 | „Loud Love”                 | Świat Wayne’a                                             | Louder Than Love                                               | [ 93 ]        |
| 1992 | „Birth Ritual” i „Spoonman” | Singles: Original Motion Picture Soundtrack               | Echo of Miles: Scattered Tracks Across the Path / Superunknown | [ 70 ] [ 94 ] |
| 1993 | „Outshined”                 | Prawdziwy romans                                          | Badmotorfinger                                                 | [ 95 ]        |
| 1994 | „Jesus Christ Pose”         | Cholerny świat                                            | Badmotorfinger                                                 | [ 96 ]        |
| 1995 | „Blind Dogs”                | Przetrwać w Nowym Jorku                                   | Echo of Miles: Scattered Tracks Across the Path                | [ 97 ]        |
| 1996 | „Nothing to Say”            | Hype! The Motion Picture Soundtrack                       | Screaming Life (EP)                                            | [ 98 ]        |
| 2001 | „Spoonman”                  | ATV Offroad Fury                                          | Superunknown                                                   | [ 99 ]        |
| 2004 | „My Wave”                   | Ujarzmić fale                                             | Superunknown                                                   | [ 100 ]       |
| 2004 | „Rusty Cage”                | Grand Theft Auto: San Andreas Official Soundtrack Box Set | Badmotorfinger                                                 | [ 101 ]       |
| 2012 | „Live to Rise”              | The Avengers (Original Motion Picture Soundtrack)         | Echo of Miles: Scattered Tracks Across the Path                | [ 102 ]       |
| 2013 | „Been Away Too Long”        | NHL 14                                                    | King Animal                                                    | [ 103 ]       |